# 697. pehotni polk (Wehrmacht)
Za druge 697. polke glejte 697. polk.
697. pehotni polk (izvirno nemško Infanterie-Regiment 697) je bil eden izmed pehotnih polkov v sestavi redne nemške kopenske vojske med drugo svetovno vojno.

## Zgodovina
Polk je bil ustanovljen 16. novembra 1940 kot polk 14. vala na področju St. Goarja iz delov 105. in 226. pehotnega polka; polk je bil dodeljen 342. pehotni diviziji.
15. oktobra 1942 je bil polk preimenovan v 697. grenadirski polk.